# Mijaíl Semiónov
Mijaíl Vladímirovich Semiónov, en ruso Михаил Владимирович Семёнов (nacido el 18 de septiembre de 1933 en Rostov del Don, Rusia), fue un jugador soviético de baloncesto. Consiguió cinco medallas en competiciones internacionales con la Unión Soviética. 

## Palmarés
- Copa de Europa: 2

CSKA Moscú:  1961, 1963.